# Klaus Hänsch
Klaus Hänsch, né le 15 décembre 1938 à Sprottau (aujourd'hui Szprotawa), est un homme politique allemand membre du Parti social-démocrate (SPD) et du Parti socialiste européen (PSE). Il est député européen de 1979 à 2009 et président du Parlement européen de juillet 1994 à janvier 1997.